# Сокушта
Сокушта́ (рос. Сокушта) — селище у складі Таштагольського району Кемеровської області, Росія. Входить до складу Кизил-Шорського сільського поселення.

## Населення
Населення — 6 осіб (2010; 4 у 2002).
Національний склад (станом на 2002 рік):
- шорці — 100 %